# 貝爾·哈格納
伊莎貝拉·路易莎·「貝爾」·哈格納·詹姆士（英語：Isabella Louisa "Belle" Hagner James，1876年7月23日—1943年11月1日）是第一任白宮社交秘書。她曾在狄奧多·羅斯福、威廉·霍華德·塔虎脫、伍德羅·威爾遜等美國總統的政府中任職。

## 生平

### 早年
貝爾·哈格納（Belle Hagner）出生於1876年，是伊莎貝拉·韋恩·戴維斯（Isabella Wynn Davis）和查爾斯·伊夫林·哈格納（Charles Evelyn Hagner）的長女，她童年大部分時間都是在華盛頓特區的拉法耶特廣場度過的。1892年，哈格納的父母相繼去世，留下16歲的哈格納負責照顧她的三個弟弟（湯姆、藍道爾和查理）。哈格納的叔祖父是美國哥倫比亞特區聯邦地區法院的法官亞歷山大·伯頓·哈格納。哈格納曾接受家庭教師的教育並在私立學校上學。

### 職業生涯
後來，貝爾開始擔任華盛頓特區女性的社交秘書，協助她們撰寫信件和請帖，並受到許多著名女性的聘用。她還曾為狄奧多·羅斯福的姐夫威廉·S·考爾斯的家族工作過。1898年，哈格納成為了美國醫務總監辦公室的職員，但她經常請假，以繼續擔任多位女性的社交秘書，包括艾達·薩克斯頓·麥金利及羅脫的妻子。哈格納還曾擔任美國參議員昌西·迪普的秘書。

### 白宮生活
1901年3月，哈格納在與考爾斯夫婦喝茶時首次遇見了伊蒂絲·羅斯福（時任美國副總統狄奧多·羅斯福的妻子）。9月，威廉·麥金利遇刺，狄奧多·羅斯福成為美國總統，在考爾斯夫婦的推薦下，伊蒂絲聘請哈格納作為第一位為第一夫人服務的全職白宮社交秘書。哈格納第一個任務是規劃愛麗絲·羅斯福在1902年的名媛初登場。後來伊蒂絲授權哈格納發布第一家庭的照片，以避免未經授權的媒體偷拍。
哈格納是伍德羅·威爾遜政府任命的第一位官員，她還曾擔任愛倫·艾克森·威爾遜及海倫·赫倫·塔虎脫的社交秘書，以及美國國務院貿易關係局的職員。

## 個人生活
1915年，哈格納與鰥夫諾曼·詹姆士（Norman James）結婚，並成為了他三個孩子的母親，他們結婚後，詹姆士說服哈格納放棄工作，並成為了馬里蘭州卡頓斯維爾一座莊園的女主人。1928年，由於未知原因（可能是公司倒閉或詹姆士患上無法治癒的疾病），詹姆斯一家搬到了巴爾的摩郊區一棟簡陋的房子裡。1939年，詹姆士去世後，哈格納定期拜訪華盛頓的親戚，但一直留在巴爾的摩，直至四年後去世。哈格納葬於勞登公園公墓。

## 流行文化
凱倫·津巴在百老匯音樂劇《泰迪與愛麗絲》（1987年）中飾演貝爾·哈格納。